# Hälsö-Johannes
Hälsö-Johannes Johansson, född 1829, var en svensk rånmördare som dömdes till döden och halshöggs den 27 maj 1857.
Hälsö-Johannes Johansson, som haft en fattig uppväxt på ön Hälsö i Stigfjorden i Bohuslän, var den sista som blev dömd till döden på Orust för att under en sjöresa till Göteborg rånat två personer varav den ena avled. Han blev emellertid igenkänd i Göteborg och infångades ganska snart och blev därefter dömd till döden vid tinget i Svanesund.
Hälsö-Johannes avrättades den 27 maj 1857 på galgbacken vid Hällsberg, Orust 58°09′32″N 11°39′20″Ö / 58.15889°N 11.65556°Ö. Hans grav ligger i närheten av hans avrättningsplats och är idag utmärkt med ett järnkors.